# Маршалл, Нил (спортсмен)
Нил Маршалл (англ. Neal Marshall, р. 13 июня 1969, Coquitlam, Британская Колумбия) — канадский конькобежец, бронзовый призёр чемпионатов мира 1997 года на дистанции 10000 метров, член Олимпийской сборной Канады 1992, 1994 и 1998 годов.